# Cephalocoema dubia
Cephalocoema dubia är en insektsart som först beskrevs av Cândido Firmino de Mello-Leitão 1939.  
Cephalocoema dubia ingår i släktet Cephalocoema och familjen Proscopiidae. Inga underarter finns listade i Catalogue of Life.